# 考尼昂加萊克 (紐約州)
考尼昂加萊克（英語：Kauneonga Lake）是位於美國紐約州沙利文縣的普查規定居民點。

## 人口
根據2020年美國人口普查的數據，考尼昂加萊克的面積為3.46平方千米，當中陸地面積為2.96平方千米，而水域面積為0.50平方千米。當地共有人口305人，而人口密度為每平方千米88.15人。